# Niklaus Lussi
Niklaus Lussi (auch Nikolaus Lussy; * 30. Januar 1825 in Stans; † 24. Dezember 1897 ebenda) war ein Schweizer Politiker. Von 1877 bis 1884 gehörte er dem Ständerat an.

## Leben
Der Sohn des Spitalherrn Maurus Lussi und der Anna Andacher wurde in Stans geboren. Als Vertreter eines konservativen Katholizismus war Lussi Trompeter im Kampf gegen die Freischaren.
Beruflich war Lussi in verschiedenen Berufen tätig. Zuerst war er Hilfslehrer, danach zwischen 1847 und 1868 Nidwaldner Standesläufer. Ab 1868 Gültenhändler, Versicherungsagent und Bankier.
Im Jahr 1868 stieg er in die Politik ein. Auf lokaler Ebene war er zwischen 1868 und 1877 Gemeinderat in Stans. In den Jahren 1868 bis 1874 und 1877 bis 1899 sass er im Landrat (Parlament). Zudem war er zwischen 1868 und 1877 Wochenrat (Regierungsrat; zwischen 1874 und 1877 Landesstatthalter). Gleichzeitig war er zwischen 1870 und 1874 Präsident des Polizeigerichts und von 1877 bis 1883 Obergerichtspräsident.
Auch auf Bundesebene bekleidete er ein politisches Amt, das Amt eines Ständerats. Zwischen dem 5. März 1877 und dem 1. März 1884 war er der Standesvertreter des Kantons Nidwalden.
Lussi hatte zahlreiche weitere Ämter. Er war Konsumverwalter, Mitglied der Sachenrechtskommission, der Gesetzes-, Archiv- und Rechnungsprüfungskommission und 1876–1877 prägendes Mitglied des Nidwaldner Verfassungsrats. Bei einer politischen Auseinandersetzung um die Höhe der Zinsen der Gülten gehörte er zu den Verlierern und verlor sein gesamtes Vermögen und sein politisches Ansehen.
Lussi heiratete 1860 Josefa Filliger. Sie hatten gemeinsam eine Tochter.